# John Marin
John Marin né le 23 décembre 1870, à Rutherford (New Jersey) et mort le 1er octobre 1953, à Addison (Maine) est un peintre aquarelliste, dessinateur, photographe et graveur américain. Il est particulièrement connu pour ses aquarelles expressionnistes de paysages marins du Maine et ses vues de Manhattan. Il est considéré comme un pionnier de l'art moderne américain.

## Biographie
John Marin est le fils de John Cheri Marin et Annie Louise Currey. Sa mère meurt neuf jours après sa naissance, et son père  investisseur, marchand de textiles ou comptable, laisse l'enfant aux soins des grands-parents maternels et de ses deux tantes, qui vivaient tous dans la même  maison à Weehawken (New Jersey).
Marin, qui était ambidextre, a commencé à dessiner à sept ans et à peindre à seize ans. Il étudie d'abord l'ingénierie mécanique pendant dix-huit mois à partir de 1886 à l' Institut de technologie Stevens et commence sa carrière professionnelle dans le domaine de l'architecture. De 1890 à 1892, il travaille comme dessinateur pour quatre architectes et de 1892 à 1897, il dirige sa propre entreprise et conçoit six résidences à Union City (New Jersey).
Puis, à vingt huit ans, décidant de faire carrière dans les beaux-arts, il étudie de 1899 à 1901 à la Pennsylvania Academy of the Fine Arts et à l'Art Students League of New York. Parmi ses professeurs se trouvaient Thomas Pollock Anshutz, Hugh Henry Breckenridge et William Merritt Chase.
En 1905, il se rend en Europe, sa famille étant originaire de France, il vit à Paris de 1905 à 1909, fréquentant les académies et rencontrant des artistes. Pendant cette période, il voyage en Hollande, en Belgique, en Italie, en Autriche et en Angleterre. Il travaille principalement comme graveur, eaux-fortes inspirées de Paris, dans la tradition de James Abbott McNeill Whistler, mais exécute également un certain nombre d'aquarelles et de pastels. En 1907, il expose au Salon d'Automne.
Il retourne à New York en 1909 pour sa première exposition personnelle à la Galerie 291  d'Alfred Stieglitz, rencontré  grâce au photographe Edward Steichen. Puis il s'installe définitivement aux Etats-Unis et participe en 1913, à l'Armory Show, et expose dans toutes les manifestations artistiques importantes organisées par la jeune école américaine, et régulièrement à la Fondation Carnegie à Pittsburgh.
John Marin assimile les tendances du moment : impressionnisme, cubisme, fauvisme, expressionnisme, ainsi que des notions propres à l'art du paysage en Extrême-Orient, mais il reste indépendant et développe son propre style dans une forme d'expressionnisme personnelle, avec des explosions semi-abstraites de lignes, de formes et de couleurs animant des scènes avec une énergie unique.
En laissant toutes les questions financières entre les mains de Stieglitz, Marin jouit d'une liberté absolue pour poursuivre son travail.
Au cours des années suivantes, Marin peint quelques-unes des œuvres les plus importantes de sa carrière, inspirées par la ville de New York. Ses sujets sont les monuments architecturaux de la ville et les forces structurelles de base qui semblaient s'y trouver. Cependant, en 1914, il prit une nouvelle direction, s'éloignant de la ville et se tournant vers la nature, c'est  l'année où il découvre le Maine. Ainsi, il vit à Brooklyn, puis à Cliffside, dans le New Jersey, de 1916 à 1953, passant les étés dans les Berkshires, les Adirondacks, le Delaware, mais surtout sur la côte du Maine, à Small Point ou Deer Island dans la Baie de Penobscot et de 1933 à 1953 au cap Split. À l'exception des étés 1929 et 1930, qu'il passe à Taos, invité par Mabel Dodge Luhan, où il réalise une centaine d'aquarelles du Nouveau-Mexique .
En 1936, une rétrospective est organisée par le Museum of Modern Art et en 1950 à la Biennale de Venise.

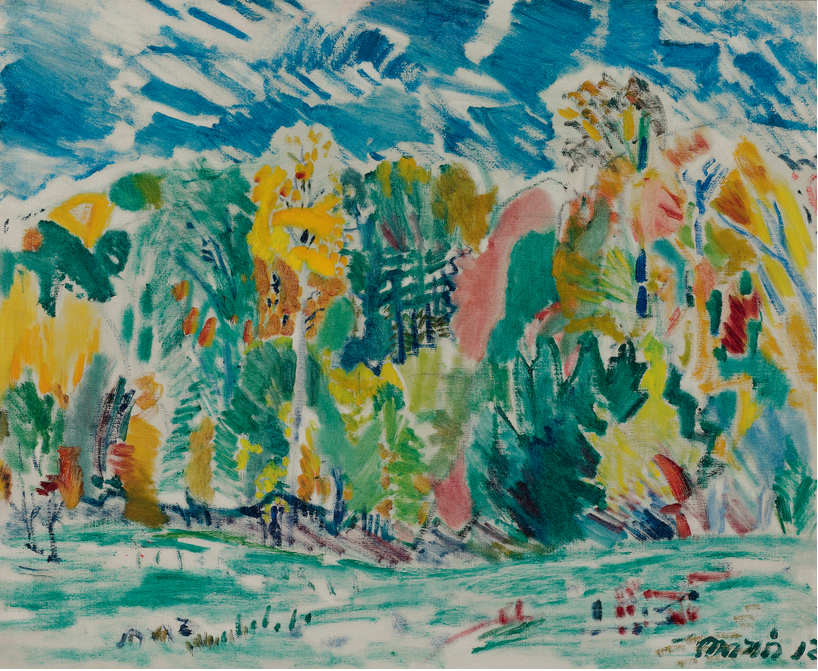
Castorland, New York,1913.
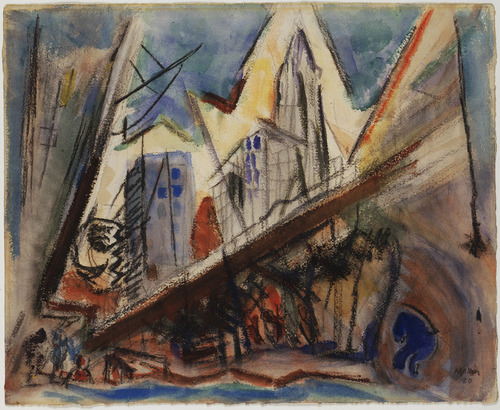
Lower Manhattan, 1920.
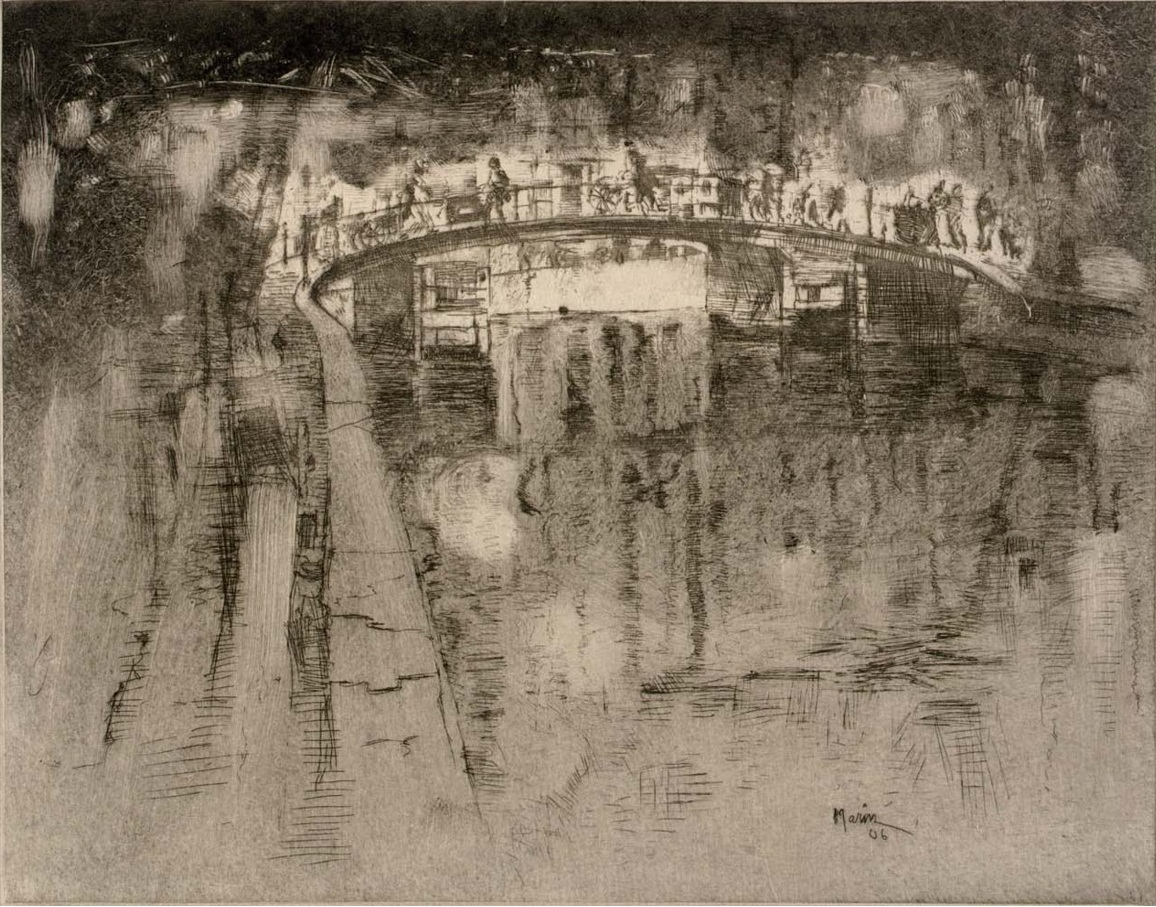
Bridge over canal,  1906.
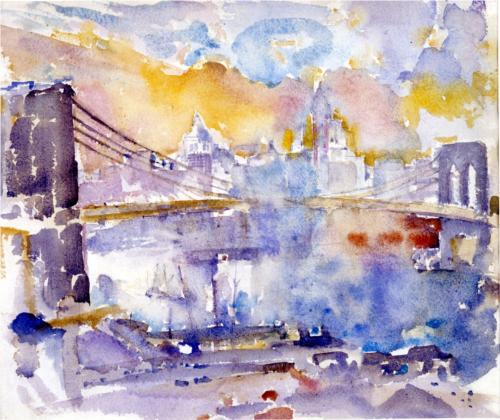
Brooklyn Bridge, 1912.
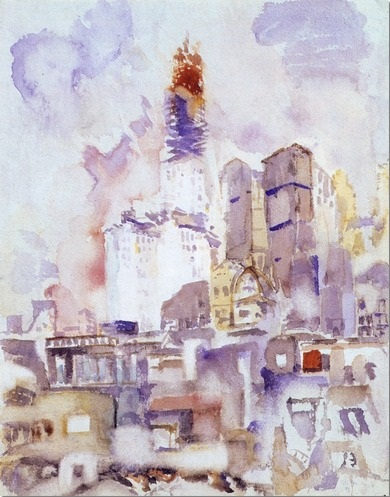
New York City, Woolworth Bridge under construction, 1911.
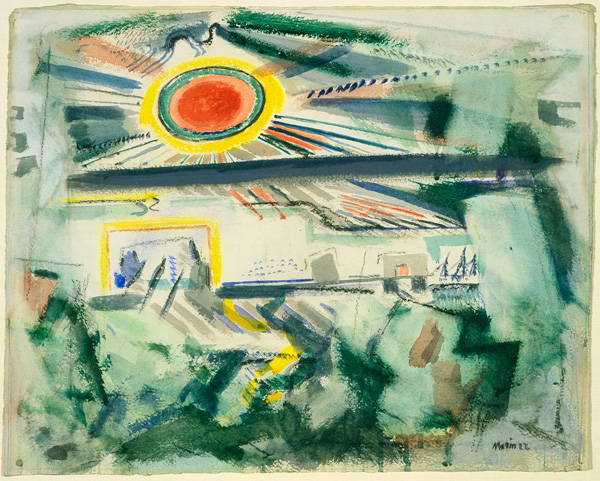
Sunset, 1922.
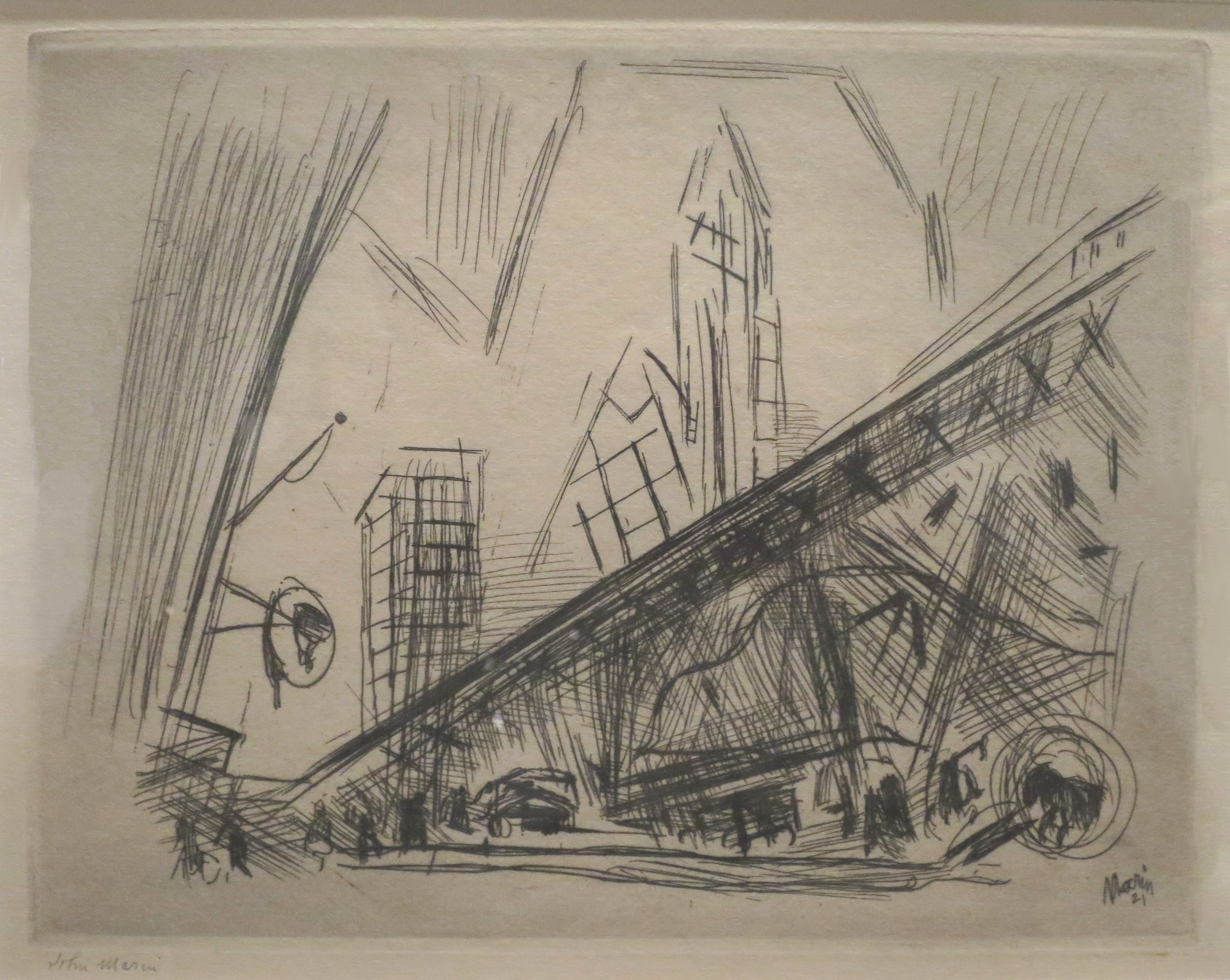
Downtown.
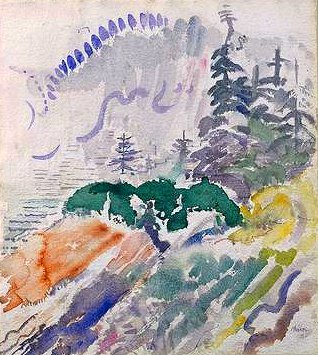
Island, 1914.
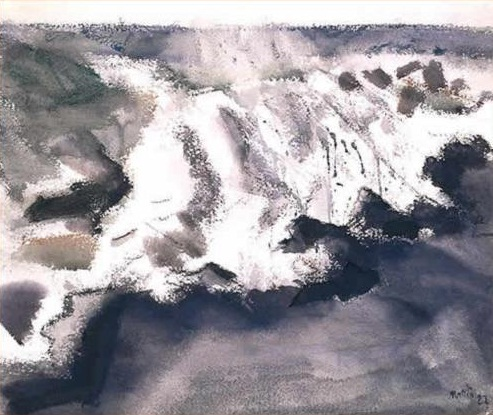
Off York Island, 1922.
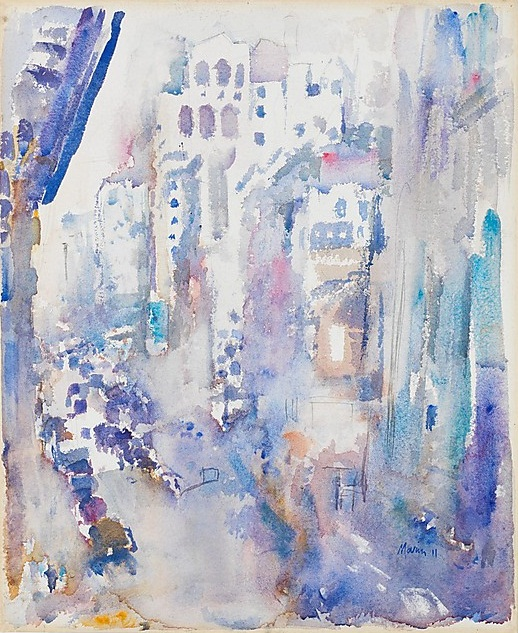
New York City from the window of 29 looking down Fifth Avenue, 1911.
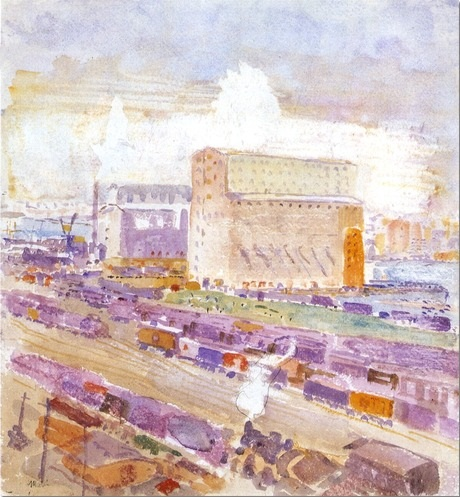
Weehawken railroad yards, grain elevators, 1910.
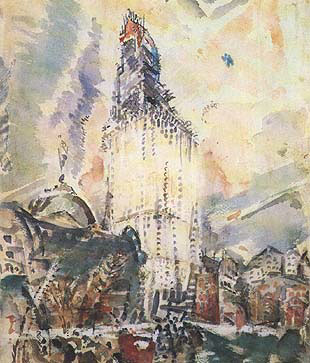
Woolworth building, N° 28, 1912.